# ALCO RSD-1

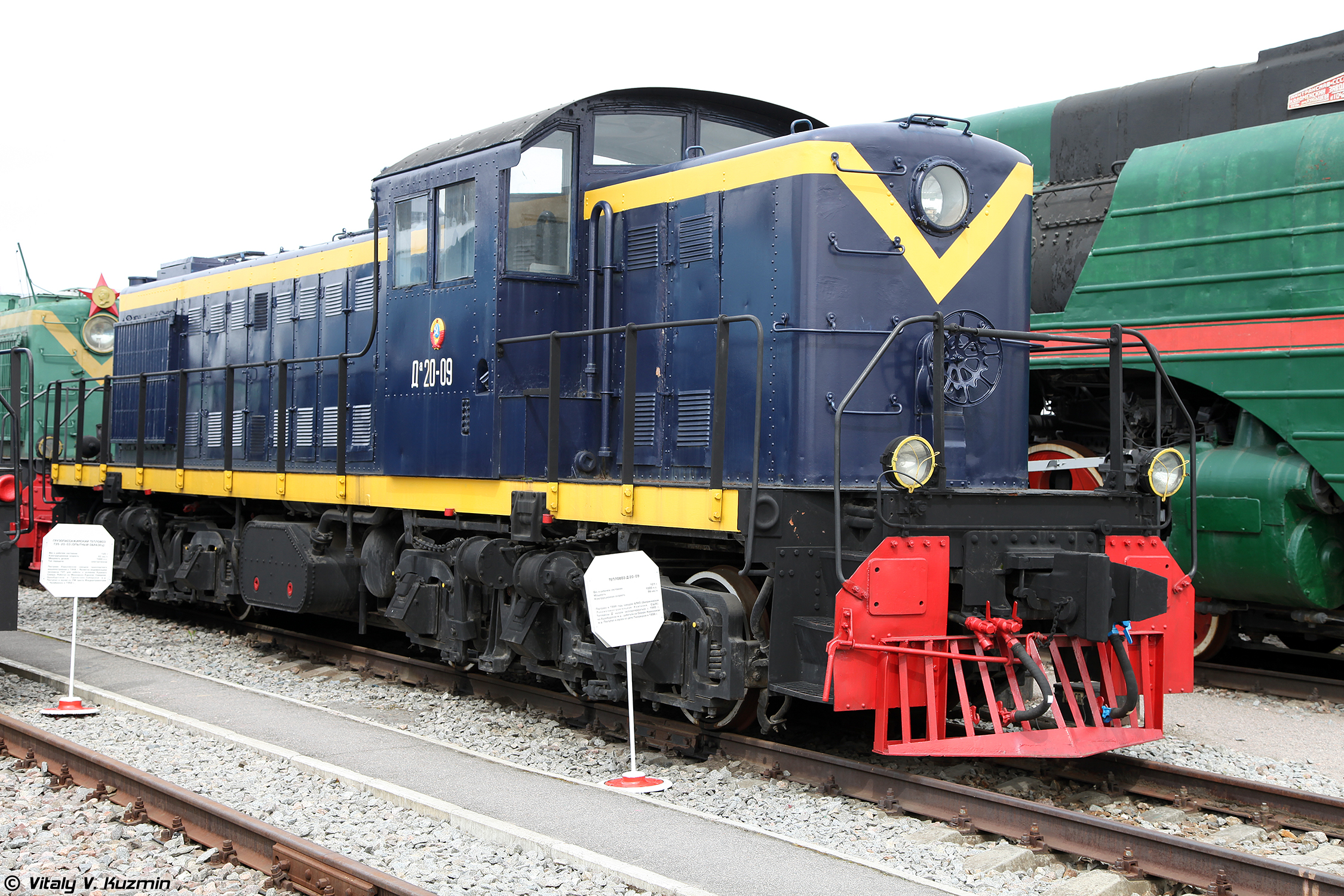
Radziecka lokomotywa D^{A}20-09 w muzeum w Petersburgu

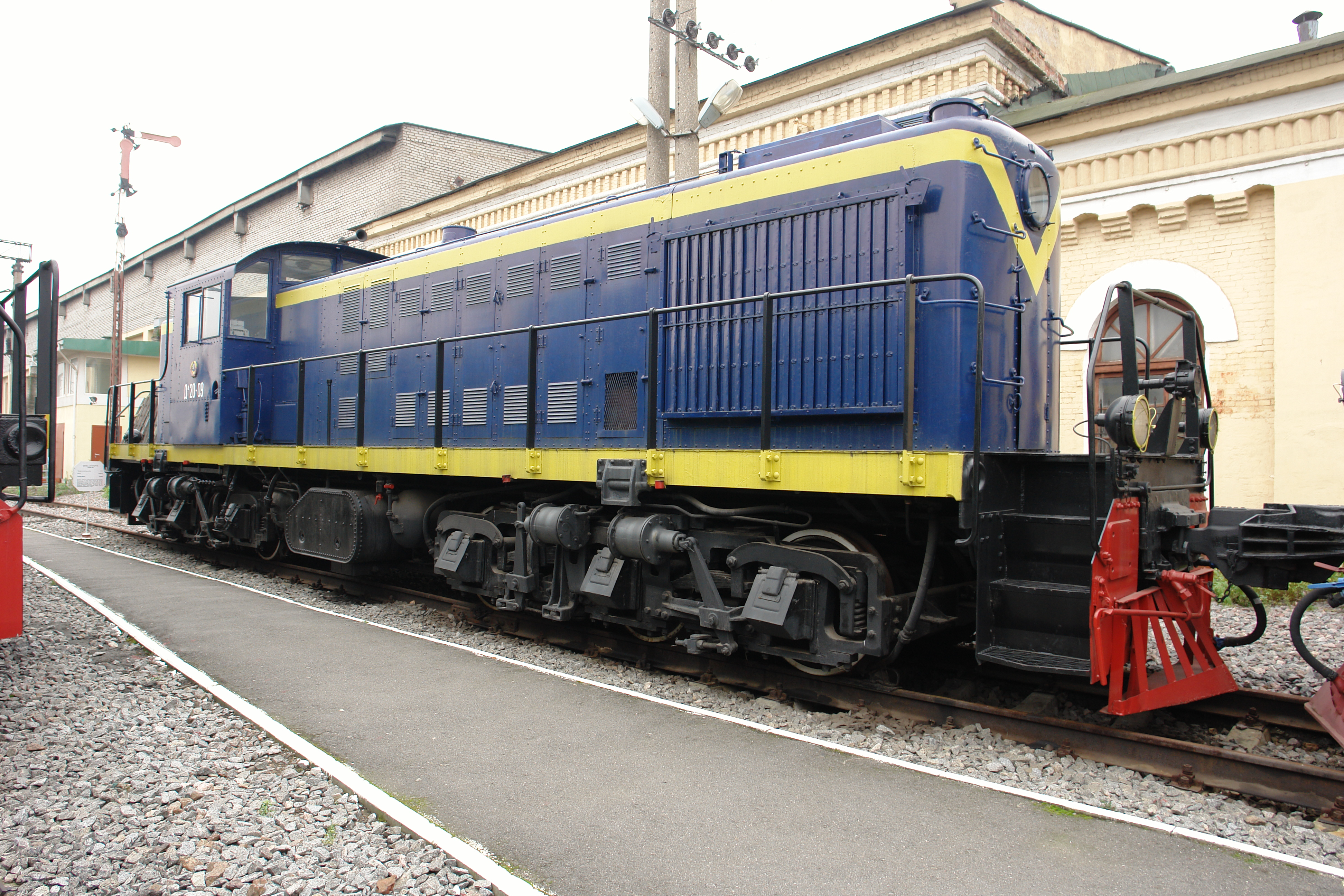
D^{A}20-09 w muzeum w Petersburgu

ALCO RSD-1 – amerykańska lokomotywa spalinowa z przekładnią elektryczną, produkowana przez firmę ALCO w latach 1942–1946. Znaczna ich część służyła w ZSRR jako seria DA (ros. ДA). Stała się wzorem dla radzieckiej lokomotywy serii TE1 i jej następców.

## Historia powstania
Konstrukcja opierała się na dwóch trójosiowych wózkach z wszystkimi osiami napędzanymi w układzie Co'Co'. Lokomotywa była rozwinięciem typowej amerykańskiej czteroosiowej lokomotywy manewrowej  i do prowadzenia lokalnych składów towarowych (typu określanego jako road switcher) ALCO RS-1 (o układzie osi Bo'Bo' i nacisku osi 24 t). Opracowana została na zamówienie radzieckie, dla dostaw w ramach pomocy wojskowej lend-lease, w celu uzyskania lokomotywy o mniejszym nacisku osi, dla eksploatacji na słabszych torach. Pierwotnie proponowano w tym celu układ osi 1Bo'Bo1' z czterema osiami napędzanymi, lecz zdecydowano się ostatecznie na wszystkie osie napędzane. Montaż sześciu silników trakcyjnych w miejsce czterech, przy niezmienionym generatorze, pogorszył jednak charakterystyki mocy lokomotywy przy większych prędkościach. Wyposażenie elektryczne lokomotywy było wykonywane przez firmę General Electric.

## Eksploatacja
Lokomotywy tego typu były eksploatowane w stosunkowo niewielkiej liczbie na terenie USA, początkowo przez Armię USA, a także wysyłane do ZSRR w ramach pomocy lend-lease pod koniec II wojny światowej. Do ZSRR wysłano na początku 1945 roku 70 lokomotyw, oznaczonych tam pierwotnie jako seria DA20 (ros. ДA20 lub Дa20 - D od Diesel, A od Alco, 20 od nacisku na oś w tonach), z numerami od 1 do 70. Z tego, na miejsce dotarło 68 lokomotyw, gdyż dwie zatonęły podczas transportu drogą morską (numery 41 i 50). Po 1947 roku oznaczano je też samymi literami DA. Do użytku w ZSRR lokomotywy te zaczęły wchodzić od marca 1945 roku, początkowo kierowane do służby liniowej na kolej aszchabadską na terenie Turkmenistanu (zastępując parowozy, wymagające deficytowej tam wody). Później były używane także na kolei Ordżonikidzewskiej na odcinku Gudermes - Astrachań (z lokomotywownią w Gudermesie). Większość wycofano z użytku dopiero w latach 80. Amerykańskie RSD-1 eksploatowane były od 1943 na Kolei Trans-Irańskiej, a następnie przeniesione od 1950 na Alaskę.
Lokomotywa DA20-27 ciągnęła pociąg z radziecką delegacją rządową na konferencję w Poczdamie, przy czym zainteresował się nią Józef Stalin. Lokomotywa została uznana w ZSRR za udaną i 7 sierpnia 1945 na posiedzeniu u Stalina podjęto decyzję o skopiowaniu konstrukcji, co doprowadziło do powstania serii TE1 (wcześniej w ZSRR nie produkowano nowoczesnych spalinowozów). Rozwiązania techniczne w nich zastosowane stały się także bazą dla produkcji dalszych serii lokomotyw radzieckich TE2, TEM1 i TEM2 (tych ostatnich eksportowanych również do Polski).
Do dziś na terenie USA ocalało ok. 7 egzemplarzy tego spalinowozu.

## Opis
Lokomotywa zbudowana została w układzie jednokabinowym, z centralną kabiną, z długim przedziałem maszynowym z przodu i krótkim przedziałem akumulatorów z tyłu. Kabina wystawała ponad przedziałami przednim i tylnym i miała okna w ścianach szczytowych; jej ściany boczne były pionowe, a dach silnie zaokrąglony. Przedziały maszynowy i akumulatorów były węższe od kabiny, z drzwiczkami inspekcyjnymi po bokach, niedostępne normalnie w czasie jazdy (co było nowością dla kolei radzieckich). Po bokach były pomosty z barierkami dla obsługi. Drzwi do kabiny były tylko z pomostów (z przedniego lewego i tylnego prawego). W przedniej części przedziału silnikowego były chłodnice, z wentylatorem od góry.
Lokomotywa posiadała 6-cylindrowy czterosuwowy silnik wysokoprężny z turbosprężarką, o mocy 1000 KM przy 740 obr./min, umieszczony w ok. 1/3 jej długości. Średnica cylindrów wynosiła 317,5 mm, skok tłoka 330,2 mm, masa silnika: 15 300 kg. Na wale silnika, za nim, umieszczona była główna prądnica typu GT-353-C3, o mocy nominalnej 700 kW (napięcie od 380 do 900 V) i masie 4180 kg. Prądnica służyła też jako rozrusznik silnika. Za pomocą przekładni, wał silnika napędzał też agregat GMG-139A, złożony ze wzbudnika wytwarzającego prąd stały (moc 5 kW, napięcie do 70 V) i pomocniczej prądnicy prądu stałego (moc 5 kW, napięcie do 75 V), służącej dla instalacji elektrycznej lokomotywy i ładowania akumulatorów.
Sześć silników trakcyjnych prądu stałego GE-731D miało moc po 99 kW (napięcie 130-268 V, natężenie 740 A). Silniki były podłączone szeregowo lub w dwóch równoległych grupach, przejście z jednego schematu na drugi następowało automatycznie w zależności od prędkości. Pełną moc prądnica główna osiągała przy prędkościach do 20-25 km/h, a na skutek ogranicznika wzbudzania, przy prędkości 60 km/h można było osiągać tylko ok. 55% mocy (charakterystyki były odpowiednie dla pracy manewrowej). Rozstaw osi w trzyosiowych wózkach był niesymetryczny: wewnętrznych 1905 mm, a zewnętrznych 1524 mm; odległość między czopami wózków wynosiła 9449 mm.
W służbie radzieckiej w lokomotywach demontowano bufory i były one wyposażone w sprzęg SA-3.